# Haplothrix rivulosus
Haplothrix rivulosus là một loài bọ cánh cứng trong họ Cerambycidae.